# Khoromkhon FC
Khoromkhon Football Club – Mongolski klub piłkarski który swoje mecze rozgrywa na MFF Football Centre w Ułan Bator. Drużyna gra obecnie w Mongolian National Premier League, najwyższej klasie rozgrywkowej w Mongolii.

## Sukcesy
- Mistrzostwo Mongolii - 04/05
- Mistrzostwo Mongolii - 13/14
- Puchar Mongolii - 11/12[3]

## Skład
| Nr | Poz. | Piłkarz                |
| -- | ---- | ---------------------- |
| 6  | NA   | Hiromasa Ishikawa      |
| ?  | BR   | Enkh-Erdene Gan-Erdene |
| ?  | OB   | Munkhbayar Bayanjargal |
| ?  | OB   | Shota Atsumi           |
| ?  | PO   | Batbold Agvaan         |
| ?  | PO   | Togoo Munkhbaatar      |
| ?  | PO   | Shunsuke Furusho       |
| ?  | NA   | Toshinari Sato         |
| ?  | NA   | Myzaell                |
| ?  | PO   | Michael Muyiwa Adeyemo |
| ?  | NA   | Jargalyn Tsatsral      |
| ?  | NA   | Mizuki Shiina          |
| ?  | NA   | Michael Esiobi         |
| ?  | NA   | Hiromasa Ishikawa      |